# Complesso di Santa Maria delle Periclitanti

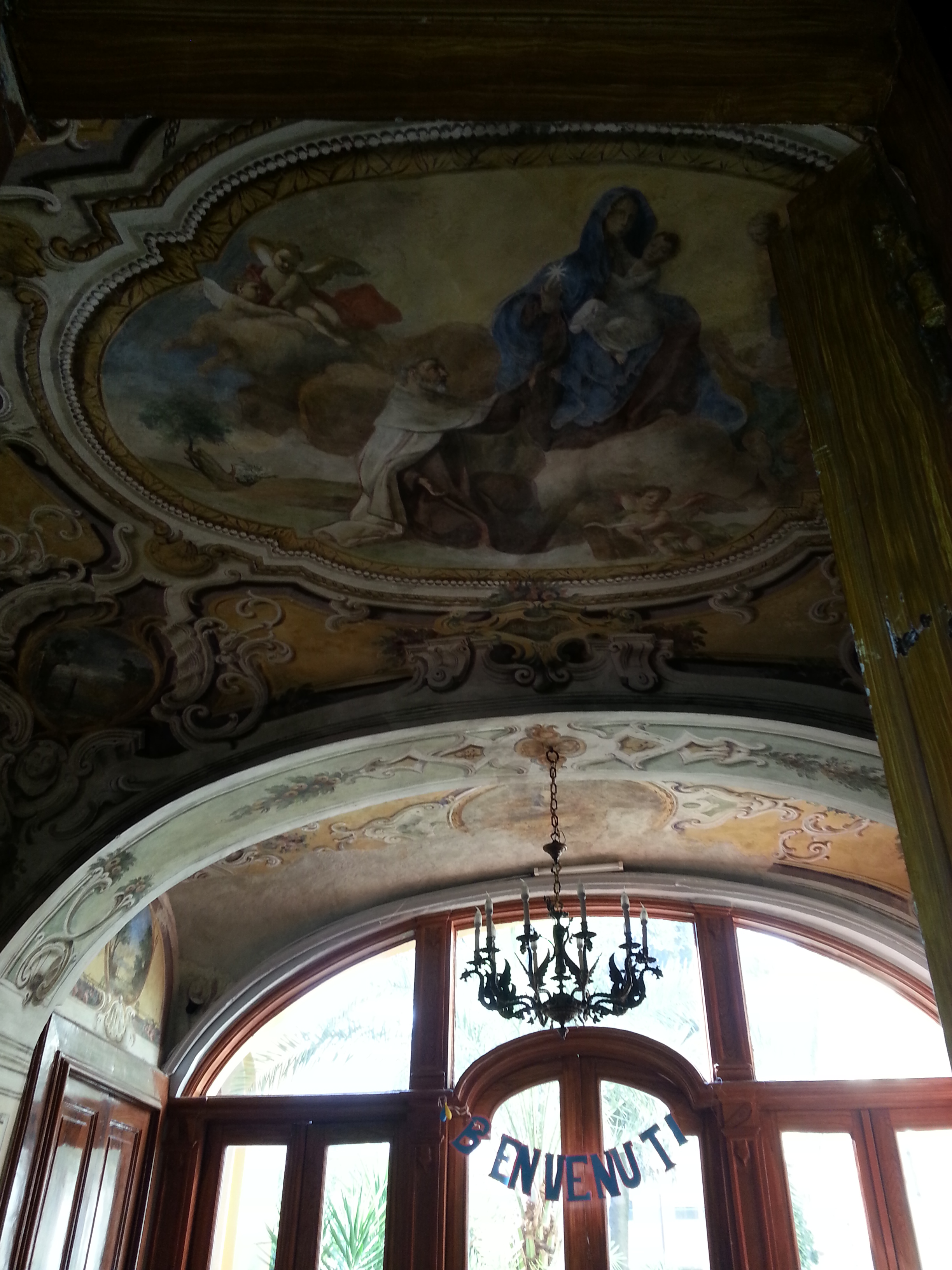
Ambienti affrescati del monastero

La chiesa Santa Maria delle Periclitanti o conservatorio dei Santi Pietro e Paolo all'Avvocata alla salita Pontecorvo, sorge nella zona della città compresa tra l'attuale piazza Mazzini e Montesanto.
Nelle sue immediate vicinanze sono il complesso di San Francesco delle Cappuccinelle, e la chiesa basilicale del complesso di Gesù e Maria opera di Domenico Fontana.

## Storia
In origine, il territorio su cui si erge la chiesa era un promontorio inclinato e staccato dalle contigue zone urbane per mezzo di un grosso vallone. Questa zona non era attraversata da strade di transito almeno fino al XVI secolo, quando appunto cominciò l'urbanizzazione.
Infatti ai primi del Cinquecento, i padri benedettini santi Severino e Sossio, proprietari della zona in questione, ne donarono una parte alla città perché da sentiero accidentale, formatosi dalle acque piovane, diventasse una strada urbana.
Ben presto, lungo questa strada (che prese il nome di Salita Pontecorvo, dall'omonima famiglia che abitava presso l'attuale chiesa di San Giuseppe) furono costruite numerose abitazioni oltre a palazzi nobili, chiese e ben cinque conventi. Molti di questi furono ricavati dalla trasformazione di edifici donati alla chiesa da nobili famiglie. Venne così a crearsi una delle più belle strade conventuali di Napoli.
Nell'anno 1674 il missionario Carlo de Mari fondò, impiegando tutti i suoi averi, un'opera "per tenere in serbo l'onore di quelle donzellette che viepiù da lupi erano insidiate".
In un primo tempo, le fanciulle furono raccolte in una casa presso Santa Maria del Rifugio, ma, ben presto, essendosi notevolmente sviluppata l'iniziativa, fu necessario trasferirle. Presentatasi una occasione favorevole occasione "sopra Pontecorvo", proprio qui "fu fatto l'edilizio comodo per detta Fondazione", regolata e guidata dai Padri della Congregazione. Fra questi, oltre al fondatore de Mari, si distinse per il suo zelo Filippo D'Aquino.
Dal 1688 il conservatorio dove le fanciulle  conducevano codesta vita religiosa e che, quindi, era già "ridotto a forma di regolato Monistero", fu affidato all'arcivescovo.
Ben presto le monache pensarono ad ampliare e migliorare la chiesa ed il convento. Il Celano-Chiarini ed il Sigismondi confermano ciò ed aggiungono ancora che la chiesa fu aperta nel 1702 col disegno di Ferdinando Sanfelice (architetto che ne curò l'intervento).
Il complesso conventuale durante il XVIII secolo subì un notevole sviluppo, grazie sia alle cospicui doti versate dalle suore, che alle donazioni fatte in favore del monastero.
A partire dal XIX secolo, inizia la fase di decadenza del nostro complesso.
Dopo la dominazione francese esso divenne proprietà dei reali collegi per le Figlie del popolo, poi, dell'albergo dei Poveri e poi dei collegi riuniti Principe di Napoli.
In seguito ai bombardamenti dell'ultima guerra, tutto il complesso immobiliare subisce gravi danni; gli interventi di restauro eseguiti ne hanno però compromesso l'integrità.
Infine, nel 1953, i collegi riuniti Principe di Napoli hanno venduto alle suore francescane il convento ed il giardino ed hanno donato la chiesa ed i locali annessi alla curia vescovile di Napoli.

## Descrizione
La chiesa è ad unica navata, con volta a botte lunettata e finte cappelle laterali; l'abside presenta pareti piuttosto slanciate con ampi finestroni che illuminano efficacemente lo spazio intorno all'altare, definito in tal modo chiaramente quale elemento di primario interesse architettonico e religioso.
L'abside è conclusa da una semplice cupoletta estradossata, impostata direttamente sulle murature del poligono poligonale; le pareti, all'interno, sono rivestite da una decorazione a stucco che racchiude la bella grata del comunichino ed una serie di quadri ovali di Ferdinando Sanfelice (restaurati, ma non ancora ricollocati). La cona alle spalle dell'altare maggiore racchiudeva una grande pala di Giacinto Diano (anch'essa restaurata, ma ancora in deposito). 
L'accesso alla chiesa dalla salita Pontecorvo non è diretto e la navata è preceduta da un piccolo spazio di gradevoli proporzioni, coperto a volta, col pavimento ad elementi maiolicati e ad un livello intermedio tra strada e tempio. Questo spazio forse è determinato da quello superiore, perfettamente corrispondente e riservato al coro delle monache, separato dalla chiesa da una imponente grata in legno dorato dello stesso disegno delle altre più piccole, poste al di sopra delle arcate delle cappelle laterali.
Il passaggio dalla chiesa al coro era possibile attraverso una scala di legno, alla quale si accedeva alla prima arcata a sinistra di chi entra nella navata. Al medesimo coro, che ha tutto intorno alle pareti, stalli e leggii in legno del tardoSettecento, si può anche pervenire direttamente dal convento, al primo piano, attraversano la graziosa cappella privata delle suore, di gusto barocco, che presenta ancora oggi un bel pavimento maiolicato e pregevoli porte settecentesche decorate in oro.

### Convento
Dal coro era possibile passare nell'atrio del convento che immette in una bella sala di ingresso ottimamente illuminata da una parete interamente vetrata che guarda verso il giardino.
Questo ambiente conduce nei locali del convento e in quelli annessi alla chiesa. L'atrio e la sala dovevano essere completamente affrescati ma, oggi, restano i dipinti delle volte e di alcune pareti della sala.
Giunti, così, nella zona verde, all'interno del convento ci si trova in una di quelle oasi tranquille, caratteristiche di tanti monasteri napoletani che, sebbene inseriti nel tessuto urbanistico del centro antico, tra le vie strette e rumorose, sviluppano la loro vita intorno ad uno spazio libero interno, silenzioso e ricco di verde.
Alla sepoltura delle religiose era destinato l'ipogeo, posto al di sotto della chiesa e con ingresso dal giardino.